# Concierto para piano n.º 2 (Brahms)
El concierto para piano n.º 2 en si bemol mayor, Op. 83, de Johannes Brahms se separa en alrededor de veinte años de su primer concierto para piano. Brahms inició su composición en 1878 y la completó sólo tres años más tarde, en 1881, en Pressbaum, en las cercanías de Viena. Es considerado por muchos pianistas y entendidos como una de las piezas de mayor dificultad técnica dentro de la literatura pianística universal.

## Estructura
A diferencia del primer concierto para piano, este cuenta con cuatro movimientos:
1. Allegro non troppo
2. Allegro appassionato
3. Andante
4. Allegretto grazioso

En esta obra, Brahms, siguiendo el ejemplo de Liszt y sus ya entonces célebres conciertos para piano, altera el esquema tradicional del concierto clásico, introduciendo, luego del primer movimiento, un segundo movimiento rápido. Es una obra de largo aliento, de dimensiones holgadas, y en este sentido, por su carácter marcadamente sinfónico y sus amplios desarrollos temáticos, se emparenta con su primer concierto para piano. De impulso menos trágico que su predecesor, más bien imbuido en un colorido de hondo lirismo, esta obra goza en la actualidad de una popularidad sólo comparable a las contribuciones de Beethoven y Schumann al género.
Pese a su gran escala, cuando Brahms le envió una copia de la partitura a su amigo, el cirujano y violinista Theodore Billroth (a quien Brahms dedicó sus primeros dos cuartetos de cuerdas), lo describió como "un pequeño concierto para piano con un pequeño scherzo". Brahms mismo, en una carta dirigida a Elisabeth von Herzogenberg, con su proverbial humor, se refiere al segundo movimiento como "un pequeño alegre scherzo".

## Estreno
La pieza fue estrenada en Budapest el 9 de noviembre de 1881 con el compositor al piano. A diferencia de su primer concierto, este recibió una muy favorable aceptación, y Brahms lo interpretó nuevamente en Alemania, Austria y Holanda, a veces bajo la batuta de su amigo Hans von Bülow.

## Discografía seleccionada
- Arthur Rubinstein con Eugene Ormandy y la Orquesta de Filadelfia
- Krystian Zimerman y Leonard Bernstein con Orquesta Filarmónica de Viena
- Edwin Fischer y Wilhelm Furtwängler con la Orquesta Filarmónica de Berlín
- Artur Schnabel con Adrian Boult y la Orquesta Sinfónica de la BBC
- Wilhelm Backhaus con Karl Böhm y la Orquesta Filarmónica de Viena
- Sviatoslav Richter con Erich Leinsdorf y la Orquesta Sinfónica de Chicago, otra versión precedente con Yevgeny Mravinsky
- Ėmil Gilels con Eugen Jochum y Orquesta Filarmónica de Berlín, otra versión precedente con Fritz Reiner
- Claudio Arrau con Bernard Haitink y la Orquesta Real del Concertgebouw
- Vladimir Horowitz con Arturo Toscanini y la Orquesta Sinfónica de la NBC
- Leon Fleisher con George Szell y la Orquesta de Cleveland
- Géza Anda con Herbert von Karajan y la Orquesta Filarmónica de Berlín, otra versión precedente con Ferenc Fricsay
- Maurizio Pollini con Claudio Abbado y la Orquesta Filarmónica de Viena.
- Stephen Kovacevich con Colin Davis y la Orquesta Sinfónica de Londres
- Van Cliburn con Kiril Kondrashin y la Orquesta Filarmónica de Moscú
- Sviatoslav Richter y John Barbirolli y la Orquesta Filarmónica de Bucarest